# Сохачевски окръг
Сохачевски окръг (на полски: Powiat sochaczewski) е окръг в Централна Полша, Мазовско войводство. Заема площ от 734,80 км2. Административен център е град Сохачев.

## География
Окръгът се намира в историческата област Мазовия. Разположен е в западната част на войводството.

## Население
Населението на окръга възлиза на 85 162 души (2013 г.). Гъстотата е 116 души/км2.

## Административно деление
Административно окръгът е разделен на 8 общини.
Градска община:
- Сохачев

Селски общини:
- Община Брохов
- Община Илов
- Община Млоджешин
- Община Нова Суха
- Община Рибно
- Община Сухачев
- Община Тересин

## Фотогалерия
- Сохачев
- Брохов
- Рибно